# Больковиці (Нижньосілезьке воєводство)
Больковиці (пол. Bolkowice, нім. Polkau) — село в Польщі, у гміні Пашовиці Яворського повіту Нижньосілезького воєводства.
Населення — 197 осіб (2011).
У 1975-1998 роках село належало до Легницького воєводства.

## Демографія
Демографічна структура станом на 31 березня 2011 року:
|          | Загалом | Допрацездатний вік | Працездатний вік | Постпрацездатний вік |
| -------- | ------- | ------------------ | ---------------- | -------------------- |
| Чоловіки | 101     | 26                 | 68               | 7                    |
| Жінки    | 96      | 21                 | 60               | 15                   |
| Разом    | 197     | 47                 | 128              | 22                   |

## Галерея

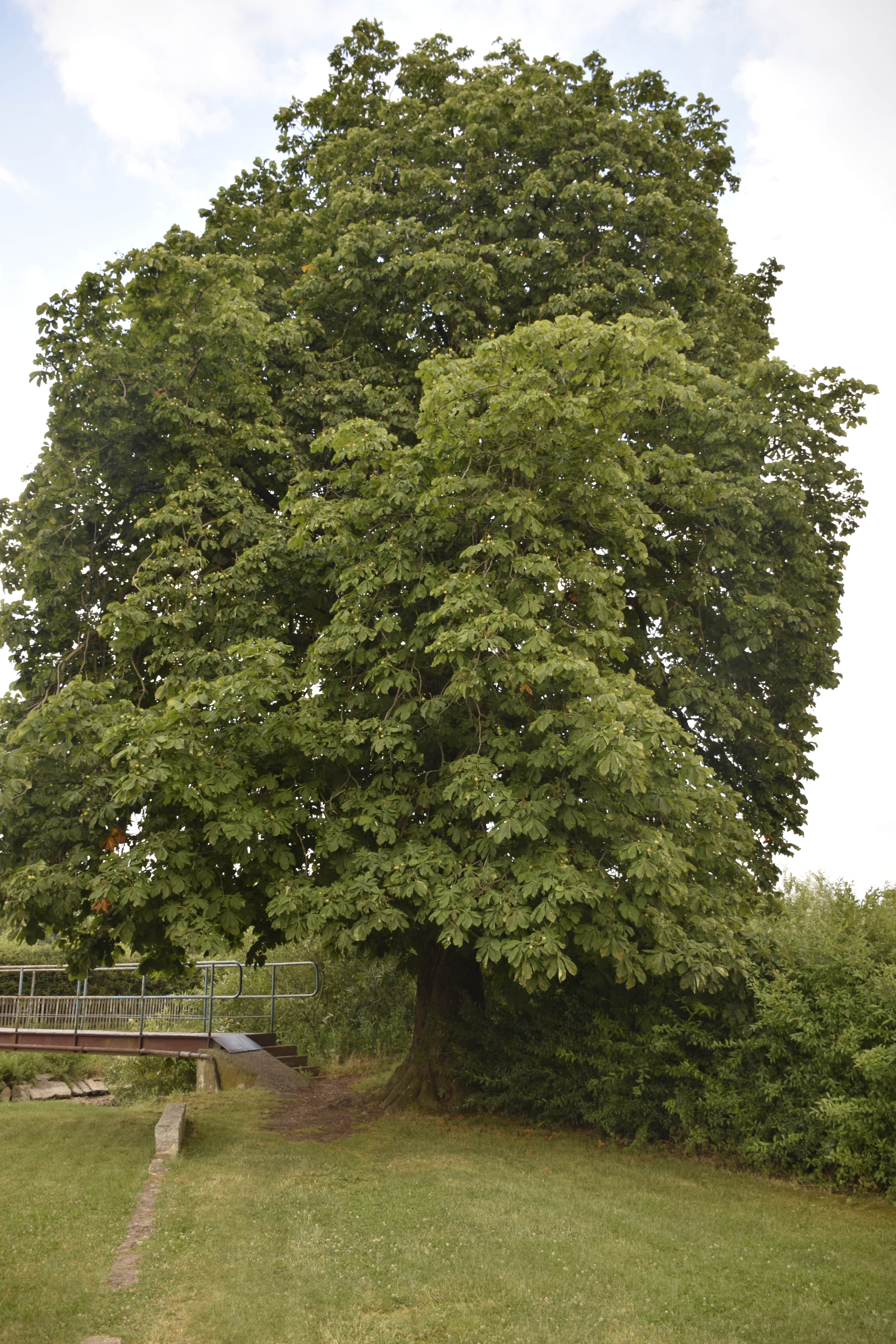
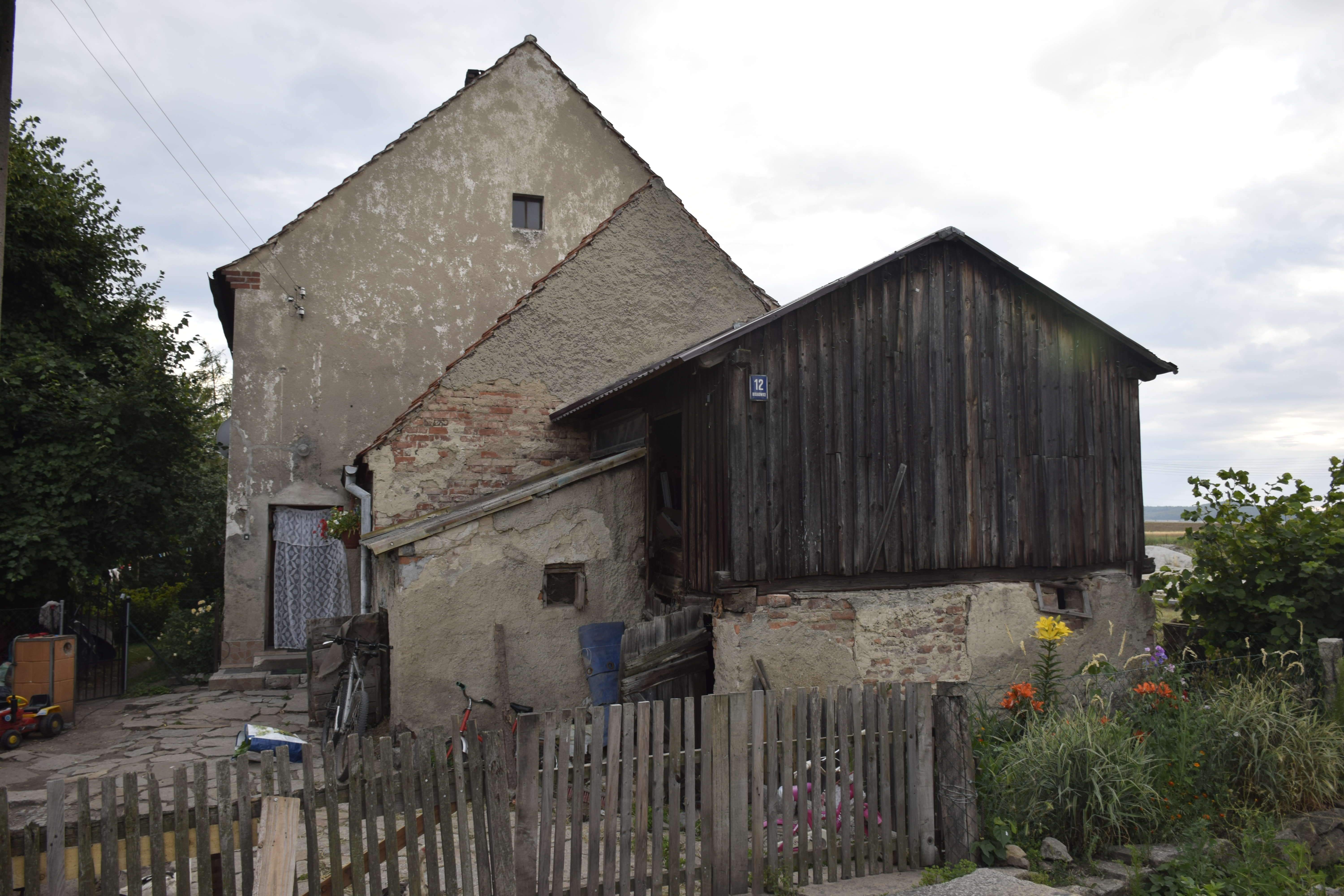
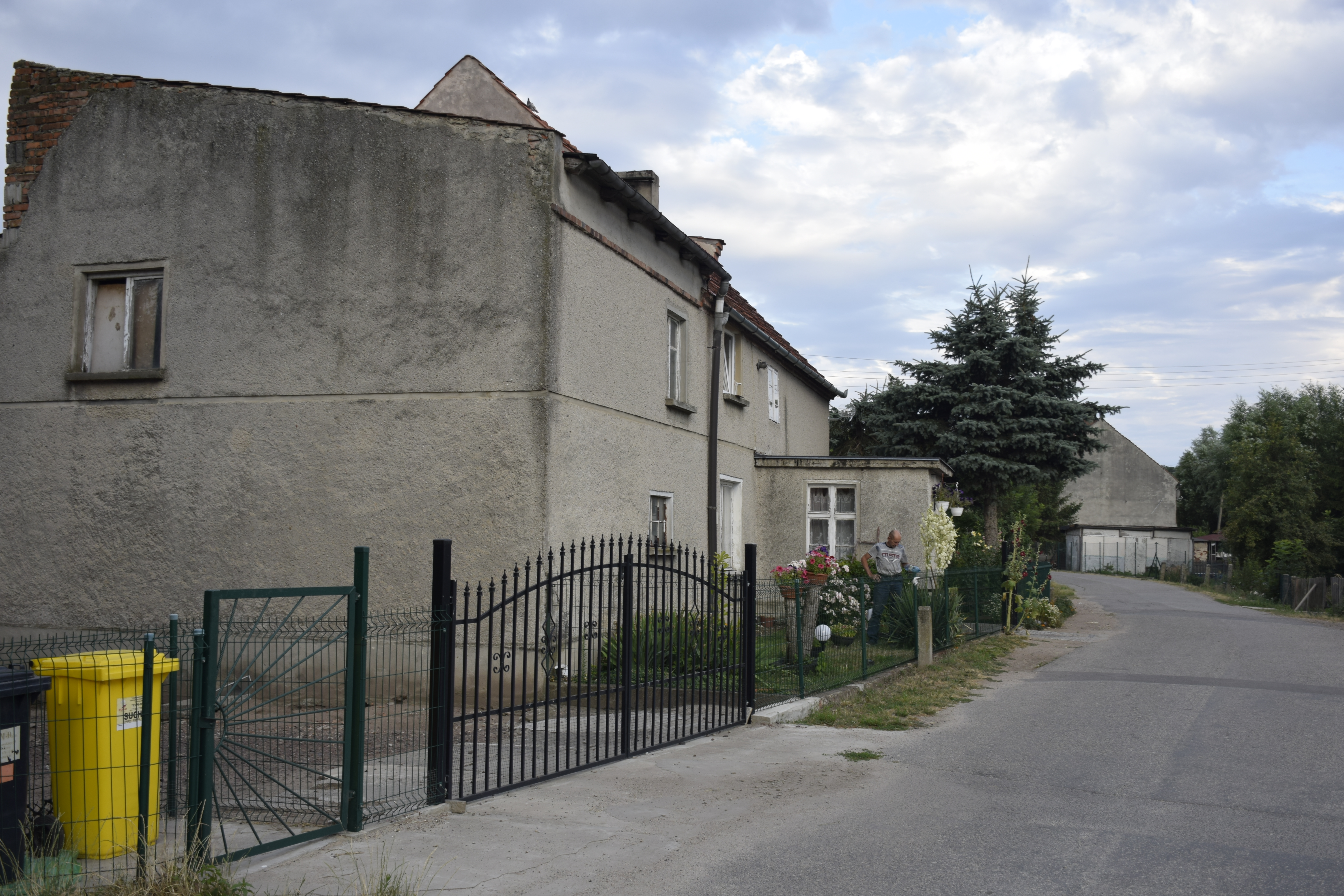
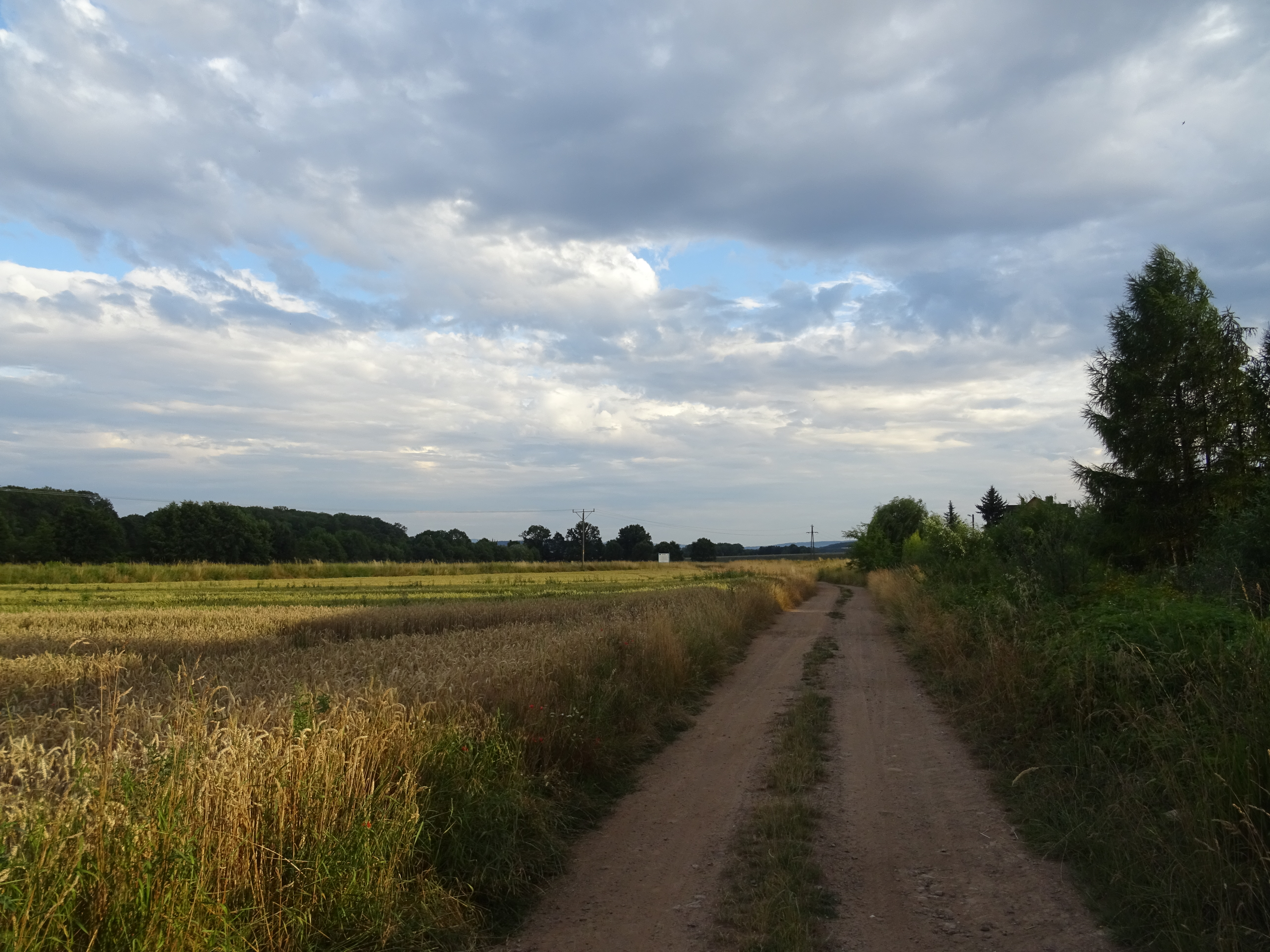